# Tanytarsus monstrosus
Tanytarsus monstrosus är en tvåvingeart som beskrevs av Chaudhuri, Ali och Majumdar 1992. Tanytarsus monstrosus ingår i släktet Tanytarsus och familjen fjädermyggor.
Artens utbredningsområde är West Bengal (Indien). Inga underarter finns listade i Catalogue of Life.